# کارتسوفلی
کارتسوفلی (به لاتین: Kartsopheli) یک منطقهٔ مسکونی در گرجستان است که در شهرداری کازبگی واقع شده‌است. کارتسوفلی ۰ نفر جمعیت دارد و ۲٬۰۶۰ متر بالاتر از سطح دریا واقع شده‌است.